# Blagoje Isztatov
Blagoje Isztatov (Sztrumica, 1947. április 5. – Sztrumica, 2018. szeptember 27.) jugoszláv-macedón labdarúgó, kapus, edző.

## Pályafutása

### Játékosként
1965 és 1968 között a Belasica, 1968 és 1973 között a Pobeda Prilep labdarúgója volt. 1973 és 1976 között a Partizan csapatában szerepelt, ahol egy jugoszláv bajnoki címet szerzett. 1976 és 1978 között a holland FC Utrecht kapusa volt.

### Edzőként
Edzői pályafutását korábbi klubjánál, a Belasicánál kezdte. 1996 és 1999 között a macedón válogatott kapusedzője volt. 1997-ben az FK Szkopje segédedzője, 2001 és 2003 között az FK Vardar vezetőedzője volt, majd 2003–04-ben a görög Kasztoriá segédedzőjeként tevékenykedett.

## Sikerei, díjai
FK Partizan
- Jugoszláv bajnokság
  - bajnok: 1975–76